# Eritronolide sintasi
La eritronolide sintasi è un enzima appartenente alla classe delle transferasi, che catalizza la seguente reazione:
6 malonil-CoA + propanoil-CoA ⇄ 7 CoA + 6-deossieritronolide B
Il prodotto, che contiene un anello lattone a 14 membri, è un intermedio nella biosintesi degli antibiotici della famiglia dell'eritromicina. La biosintesi della 6-deossieritronolide B richiede la presenza di 28 siti attivi disposti esattamente lungo tre polipeptidi definiti DEBS-1, -2 e -3. Il prodotto polichetidico è sintetizzto dall'azione successiva di un doppio dominio di caricamento, da sei moduli di estensione e da un dominio tioesterasico terminale. Ogni modulo di estensione contiene attività chetosintasica (KS), aciltransferasica (AT) ed una proteina trasportante acili (ACP). Il dominio KS è sia in grado di accettare dal precedente modulo la catena polichetidica in accrescimento, sia catalizzare la seguente condensazione decarbossilativa tra il substrato e l'unità di estensione contenente un residuo metilmalonile legato ad ACP. Questa attività combinata porta alla produzione di un nuovo intermedio polichetidico esteso di due atomi di carbonio.